# Jorge Osorio
Jorge Luis Osorio Reyes (Chile, 26 de junio de 1977) es un árbitro de fútbol chileno con categoría FIFA.
Ha dirigido partidos de todos los torneos de clubes organizados por la CONMEBOL y también algunos correspondientes al Campeonato Sudamericano Sub-17 de 2007 y de 2009, y de la Copa Mundial de Fútbol Sub-17 de la FIFA. Además de la final de la Copa Chile 2008-2009.